# Lente bifocal

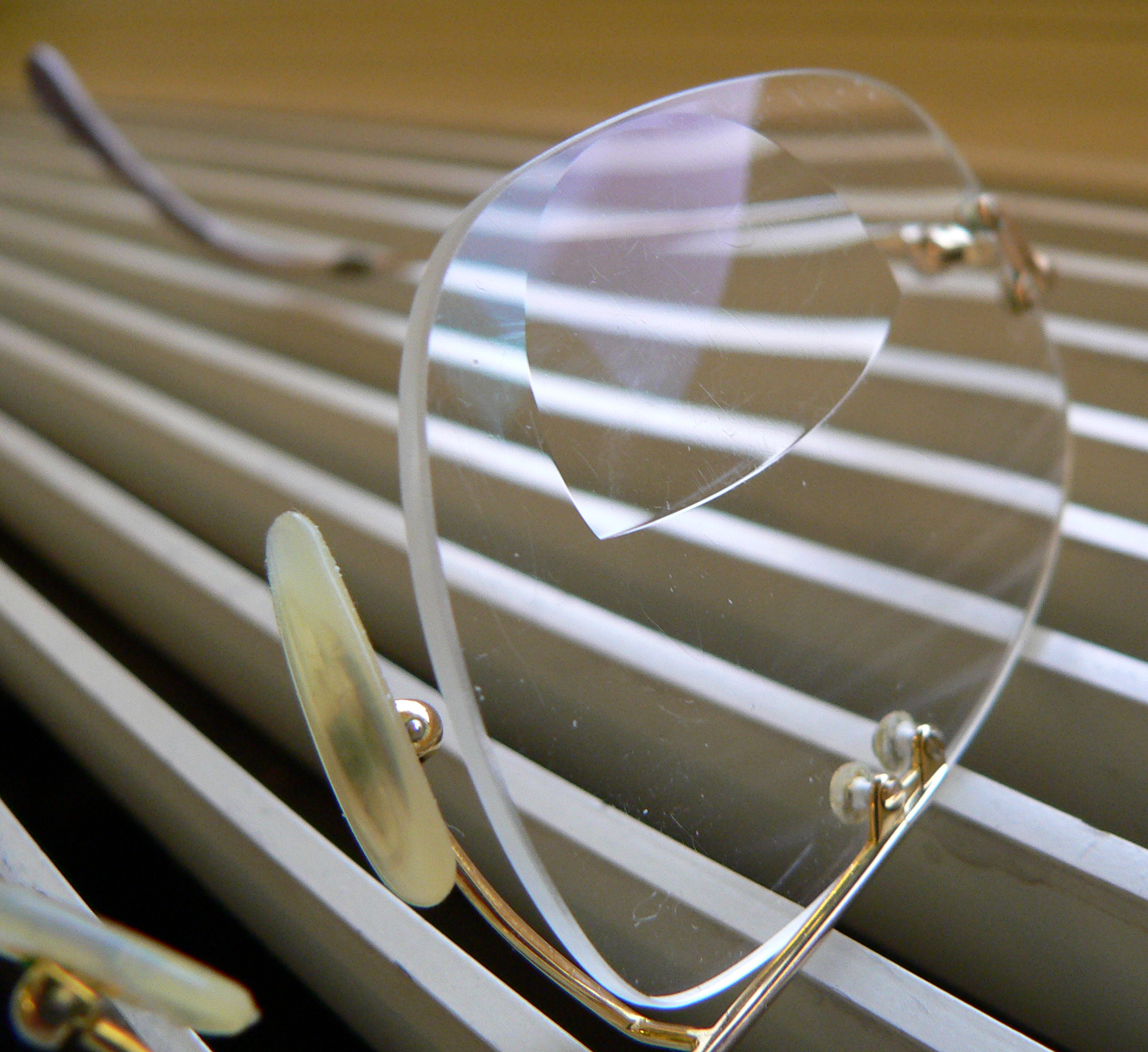
Lente bifocal.

Lentes bifocales son lentes correctivas que contienen dos potencias diferentes. Son utilizadas mayormente para personas con presbicia y que también requieren corrección para miopía o hipermetropía. Si también se necesita corrección para distancias intermedias, se pueden utilizar lentes trifocales o progresivas. La lente bifocal fue popularizada a fines del siglo XVIII por Benjamín Franklin, quien había experimentado gran molestia por la necesidad de dos pares de espejuelos para corregir la visión lejana y la cercana.

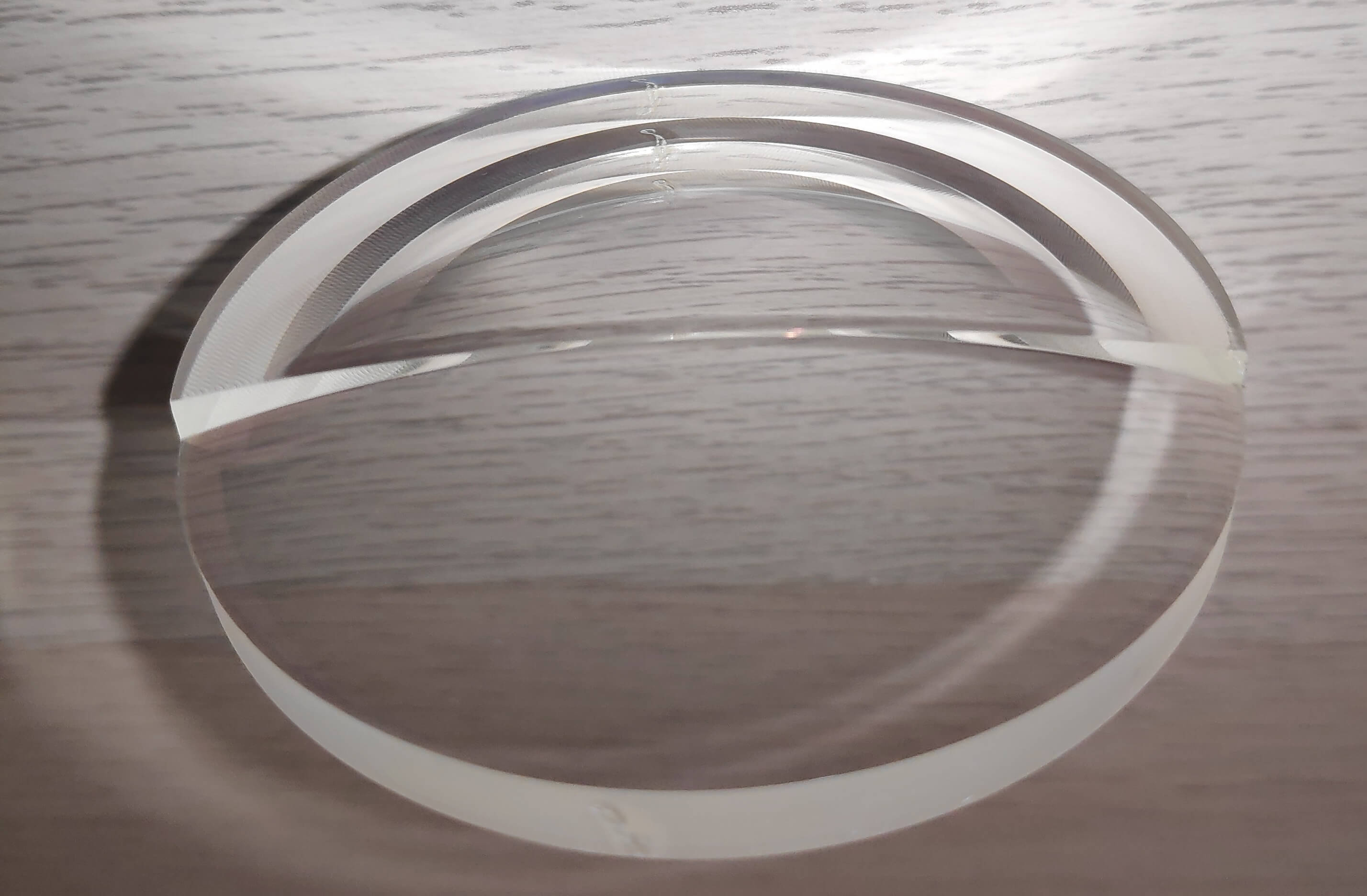
Lente bifocal ejecutiva

Aprovechando el hecho de que cuando una persona mira algo a corta distancia usualmente mira hacia abajo y viceversa, los primeros bifocales (aquellos usados por Franklin) fueron diseñados con lentes para visión cercana en la mitad inferior de la montura y los lentes para visión lejana en la parte superior. Originalmente, los lentes eran simplemente cortados en dos y combinados sobre la montura, este tipo de lente se llaman bifocales ejecutivos, y aún hoy se utilizan como un método para el control de miopía. En la actualidad la mayoría de bifocales consisten en un pequeño segmento moldeado dentro o sobre el lente.
Las lentes bifocales están disponibles con el segmento para lectura en una gran variedad de formas y anchuras. La más popular es la de tope recto (flat top) de 28 mm. En los últimos años también se han popularizado las bifocales invisibles, que tienen la peculiaridad de que el segmento no puede ser distinguido por un observador que mire a un usuario de bifocales a cierta distancia. Esto tiene un fin meramente estético.

## Problemas
Con el uso extendido de las computadoras, los usuarios de bifocales han experimentado algunos problemas. Aunque la mayor parte de los materiales de lectura se distinguen fácilmente con lentes bifocales, los monitores de computadora se ubican por lo general directamente frente a los usuarios, pero todavía lo suficientemente cerca como para requerir lentes correctivas, haciendo que los usuarios tengan que inclinar la cabeza hacia arriba para ver la pantalla. Esto puede evitarse mediante el uso de lentes progresivas.
Se pueden usar lentes bifocales para la computadora colocando la medida intermedia en la parte superior y la medida de cerca en la inferior. con la restricción que sólo servirá para usar la computadora y leer.

### Problemas con la presbicia
Las gafas bifocales tienen dos graduaciones: una para ver de lejos y otra para ver de cerca (a unos 20cm, distancia de lectura en el caso de la presbicia), esta parte de la lente, que es la parte inferior, desenfoca la imagen observada a través del el ángulo inferior de visión, afectando a la capacidad de juzgar la distancia y la altura de los escalones o superficies irregulares sobre las que se intenta andar.
Hay pruebas de que el hecho de andar, llevando puestas las lentes bifocales, trifocales o varifocales, aumenta el riesgo de caídas en una persona con presbicia (normalmente a partir de cierta edad), en comparación con la misma persona llevando puestas unas lentes de una sola graduación (que no están graduadas para leer). Esto ocurre por estar los pies de una persona al andar, a una distancia muy superior a la distancia de lectura para la que han sido calibradas las lentes.

## Lentes bifocales intraoculares
Además de las lentes bifocales convencionales, gracias a las mejoras tecnológicas existen lentes intraoculares bifocales, las cuales se utilizan para la sustitución del cristalino en cirugías de corrección de cataratas o de vista cansada, además de encontrar también lentes intraoculares monofocales y trifocales, permitiendo al paciente recuperar visión a varias distancias reduciendo notablemente la dependencia en el uso de las gafas.